# 67085 Oppenheimer
67085 Oppenheimer este o planetă minoră (asteroid) din centura de asteroizi. A fost descoperită pe 4 ianuarie 2000 la Osservatorio Astronomico di Gnosca⁠(d) de Stefano Sposetti⁠(d) și a fost numită după Robert Oppenheimer. 
Obiectul prezintă o orbită caracterizată de o semiaxă mare de 2,3592377910555 UAi, o excentricitate de 0,1721502, o înclinație de 0,69421308045859 ° în raport cu ecliptica.